# Bäckstädetrion
Bäckstädetrion var en folkmusikgrupp verksam på Gotland.  Gruppen bildades i början av 1920-talet och gjorde sin sista spelning 1972. Gruppen bestod ursprungligen av Edvard Johansson och dennes söner Arthur Bäckstäde och Erik Bäckstäde, därav namnet Bäckstädetrion. Senare blev även Karl Hägg och Axel Johansson samt Edith Bäckstäde medlemmar. Den sistnämnda ackompanjerade på tramporgel. Övriga medlemmar spelade fiol. Namnet Bäckstäde är taget från en gård i Sanda socken på västra Gotland där Edvard Johansson och syskonen Bäckstäde var bosatta.

## Ljudbild
Kännetecknande för Bäckstädetrions ljudbild var ackompanjemanget på tramporgel. Utöver orgelackompanjemanget kännetecknades Bäckstädetrion även av ett samspel som utmärkte sig genom att medlemmarna improviserade andrastämmor. Gruppen använde sig alltså inte av skrivna arrangemang vilket skilde de från många samtida spelmanslag.

## Repertoar
Bäckstädetrion spelade i huvudsak folkmusik ur den gotländska folkmusikrepertoaren men även låtar komponerade av gruppens medlemmar. Bland egna kompositioner kan nämnas Karl Häggs polska Östersjövågor och Erik Bäckstädes Vidungepolskan.

## Offentliga framträdanden
Bäckstädetrion uppträdde framförallt på Gotland där de deltog på spelmansstämmor, uppträdde på olika hembygdsarrangemang eller bidrog med musikaliska illustrationer till föredrag om folkmusik. Medlemmarna i Bäckstädetrion deltog också i de spelmanstävlingar som anordnades på Lojsta slott under 1920-  och 30-talen. Bäckstädetrion representerade vid flera tillfällen Gotland vid spelmansstämmor på Skansen i Stockholm.

## Inspelningar
Ett antal privatinspelade lackskivor med Bäckstädetrion som förvaras på Landsarkivet i Visby gavs 1991 ut på skivan Gotlandstoner - unika inspelningar gjorda 1907-1957. Det finns också inspelningar med Bäckstädetrion gjorda på diktafoncylinder. Dessa inspelningar är inte utgivna men finns tillgängliga som kopia i Svenskt visarkiv. Originalcylindrarna förvaras hos Kungliga Bibliotekets avdelning för audiovisuella medier. Visarkivet har även gjort inspelade intervjuer med Karl Hägg och Arthur Bäckstäde. 1940 gjorde Sven Jerring från Radiotjänst ett reportage från Gotland där Bäckstädetrion medverkade i ett inslag om det gotländska bondbröllopet.